# Louis Ier (duc de Savoie)
Pour les articles homonymes, voir Louis Ier et Louis de Savoie.
Louis Ier, né à Genève le 24 février 1413, mort à Lyon le 29 janvier 1465, est le second duc de Savoie, prince de Piémont, comte d'Aoste et de Maurienne de 1440 à 1465. Il est le fils du duc Amédée VIII, dit « le Pacifique » et de Marie de Bourgogne. Quatrième fils du couple, il hérite du pouvoir à la suite du décès de ses aînés et de l'abdication de son père, devenu antipape sous le nom de Félix V. Il est l'un des rares princes de Savoie à ne pas avoir reçu de surnom.

## Biographie

### Origine
Louis de Savoie est né le 24 février 1413, à Genève, notamment pour l'historienne suisse Thalia Brero, auteur d'un ouvrage sur Les baptêmes princiers (2005), information que l'on retrouve sur le site Internet de généalogie Foundation for Medieval Genealogy (FMG). L'historien savoyard, Michel Germain, dans l'ouvrage Personnages illustres des Savoie, (2005), donne, sans précisions, l'année 1413. L'archiviste paléographe français, François-Charles Uginet, dans la notice qu'il lui consacre dans le Dizionario Biografico degli Italiani (2006) indique sa naissance vers 1413/14, à Thonon, années que l'on retrouve que l'historien savoyard Costa de Beauregard (1859), qui l'établissait à partir des années de naissance de son frère Amédée (fin mars 1412) et sa sœur Bonne (1415). Le généalogiste Samuel Guichenon (1660) écrivait « Pingon dit qu'il prit naissance à Genève le vingt-quatrième du mois de février de l'an mil quatre cents, mais cela ne peut pas être, puisque la consommation du mariage du duc Amé son père, et de Marie de Bourgogne, ne se fit qu'au mois de may de l'an 1401. comme nous avons remarqué cy-devant. Il faut donc le rapporter au 24 de février de l'an 1402 ». Tant Germain que Costa de Beauregard soulignent l'erreur d'année chez Guichenon, reprise chez d'autres historiens, et Costa de Beauregard de préciser que le mariage d'Amédée et Marie de Bourgogne datait de l'année 1405. Le contrat de mariage entre le duc et la futur comtesse est passé en 1393, Amédée devient majeur en 1397, la comtesse n'entre à la cour qu'à l'automne 1403.
Louis est le fils d'Amédée VIII, comte, puis duc de Savoie, prince de Piémont, comte d'Aoste et de Maurienne, et de Marie de Bourgogne † 1422, fille du duc de Bourgogne, Philippe Le Hardi,. Il aurait eu entre 8 ou 11 sœurs et frères, trois enfants dont deux garçons meurent en bas âge. Il est ainsi considéré en seconde position dans l'ordre de succession.

### Un jeune prince
Le 15 août 1424, le duc Amédée VIII instaure ses deux fils, Amédée et Louis, prince de Piémont et de duc de Genevois,,. Cette année d'obtention pour le titre de Genève varie chez certains auteurs. Ainsi Brero (2005) donne l'année 1427, Marie-José de Belgique, (1962) ou encore l'encyclopédie Treccani (2006) donnent quant à eux l'année 1428. Louis obtient, par ailleurs, le titre de comte de Bâgé (possession de la Bresse). Guichenon (1660) donnait les titres sans préciser l'année, si ce n'est le titre de prince de Piémont et la lieutenance-générale en 1434.
Louis se marie le 12 février 1434, à Chambéry, à Anne de Lusignan, (1419-1462), fille de Janus, roi de Chypre et roi titulaire de Jérusalem et de Charlotte de Bourbon,.
Son père, se retire au cours de cette même année, à Rivoire, tout en gardant le contrôle du duché. Le 7 novembre 1434, Louis hérite du titre de prince de Piémont, et son frère, Philippe, hérite du titre de comte de Genève,. Il est par ailleurs nommé lieutenant-général des États de Savoie.

### Régence du comté

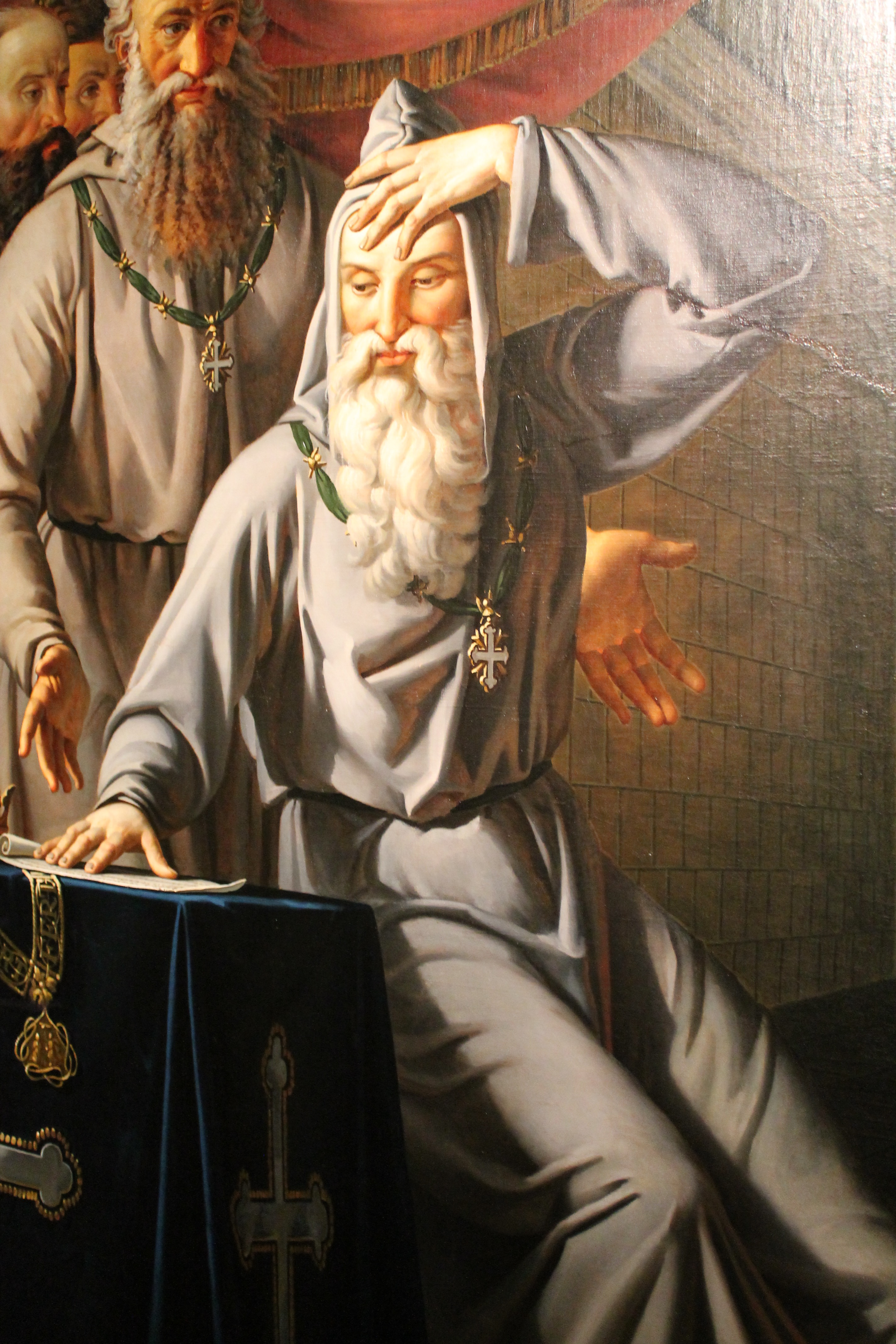
Détails du tableau de Pietro Francesco Rayneri, "Amédée VIII recevant la tiare au château de Ripaille", 1816-1823, huile sur toile (Turin, Musei Reali di Torino, Galleria Sabauda). Amédée est représenté en ermite portant une longue robe grise et la barbe.

Le dimanche 7 novembre 1434, le duc Amédée VIII réunit son conseil et les grands personnages au château de Ripaille,. En effet, ce dernier se retire en son château de Ripaille pour former l’ordre de Saint-Maurice. Louis est fait, ce jour, chevalier, en compagnie de son frère cadet, Philippe, dit Monsieur ou Monseigneur. Louis porte désormais le titre de « prince du Piémont » et obtient la lieutenance générale du duché,. Il devient ainsi le maître des États de Savoie.
Louis succède dans une certaine mesure à son père. Son frère aîné, Amédée, est mort en 1431. Toutefois, Amédée VIII n'ayant pas entièrement confiance considère cette régence comme un exercice pour Louis et intervient régulièrement dans les affaires du duché. Il abdique finalement en faveur de son fils le 6 janvier 1440, à la suite de son élection en tant que pape par le concile de Bâle,.
La régence qu'il exerce avec le titre de « prince de Piémont » est à l'origine d'une nouvelle tradition au sein de la maison de Savoie : celle d'octroyer systématiquement ce titre de « prince de Piémont » au prince héritier.

### Règne ducal
Il a à subir les intrigues de l’entourage chypriote de son épouse, mais aussi les ambitions de ses voisins français et milanais. Il doit ainsi renoncer au Valentinois. Le duc tente cependant de suivre la politique extérieure de son père. Toutefois son inconstance est totale : alliance avec la Bourgogne en 1441, arbitrage de différends entre le duché de Bourgogne et Berne, assistance aux Bernois contre Fribourg, qui se donne à la Savoie en 1450. La même année, il ne peut s'emparer du duché de Milan après la mort de son beau-frère, le dernier Visconti. Il entre ensuite en ligue avec Venise contre Florence, puis avec Florence contre Venise...
Le 13 septembre 1452, le duc Louis Ier de Savoie et sa femme Anne de Lusignan achètent la relique du Saint Suaire à Marguerite de Charny contre le château de Varambon.

### Le mariage
La cérémonie nuptiale de Louis Ier et d'Anne de Lusignan reste dans les annales de la maison de Savoie : elle dure six jours et est très onéreuse. Le mariage est célébré par l'archevêque de Tarentaise et les réjouissances se déroulent au château de Chambéry.
Parmi les invités présents, les meilleurs amis et proches parents du mari : le duc Philippe III de Bourgogne, le duc René Ier de Bar, le comte de Nevers et le comte de Clèves, son père le duc Amédée VIII, sa sœur, Marguerite de Savoie, le prince d'Orange, l'ambassadeur du roi de France, Christophe d'Harcourt. Parmi ceux de l'épouse, le cardinal de Chypre, son oncle. Son père, le roi Janus de Chypre meurt avant que le mariage soit officiellement conclu.
Les mets consistent uniquement en plats de viande faisandée et assaisonnée, essentiellement en venaison. Le festin est coupé d'intermèdes fastueux, de merveilles et de scènes de spectacle. Les douze provinces, possessions de la maison de Savoie, sont représentées, ainsi que le royaume de Chypre, par des délégations ; quant aux Ordres chevaleresques de la Toison d'or, par la Savoie, la Bourgogne et l'Autriche. Le bal de la première journée dure toute la nuit jusqu’au matin. Les agapes ne prennent fin qu'à l'aube du septième jour.

### Fin de règne et mort
À la fin de son règne, son fils Philippe, particulièrement turbulent, trempe dans un complot contre son père et entraîne la chute du chancelier de Savoie, Jacques de Valpergue.
À la suite de ce conflit, il s’exile à Lyon en 1462 afin de quérir l'aide de son beau-fils Louis XI. Après avoir passé plus d'une année à la cour de France, il retourne à Lyon avec l'une de ses filles, avant le 20 décembre 1464. Il trouve la mort le 29 janvier 1465.
Anne de Lusignan s’éteint en 1462. Son corps est inhumé dans la chapelle de Sainte-Marie-de-Bethléem, dans l'ancienne église Saint-François de Genève. Lorsque Louis meurt, il est lui aussi enterré dans cette chapelle. Son cœur et ses entrailles sont déposés dans l'ancienne église du couvent des Célestins de Lyon.

## Famille
Louis Ier et Anne de Lusignan se marient en février 1434,,. Le couple a une nombreuse descendance dont le nombre varie selon les auteurs. Ainsi l'historiographe Samuel Guichenon présentait une liste de 16 enfants. Il énumère la fratrie avec d'abord les garçons, puis les filles : Amé, Louis, Janus, Jacques, Philippes, Aymon, Pierre, Jean-Louis, François, Marguerite, Anne, Charlotte, Bonne, Marie, Agnès et Jeanne. Le site de généalogie FMG donne de son côté le nombre de 19 enfants (11 garçons et 8 filles).
1. Amédée (Amé) IX (Thonon 1er février 1435 - Verceil 30 mars 1472), l'aîné, succède à son père aux titres de duc de Savoie, prince de Piémont, comte d'Aoste et de Maurienne, sous le nom de Amédée IX dit le Bienheureux. Il épouse Yolande de France, fille de Charles VII et sœur de Louis XI : d'où trois ducs de Savoie de 1472 à 1496, et les Orléans-Longueville[24] ;
2. Marie (Morges 10 mars 1436 - Thonon 1er décembre 1437), inhumée le 4 décembre à Hautecombe[25],[26] ;
3. Louis, dit de Genève (Genève 1er avril 1437 - Ripaille 16 juillet 1482), comte de Genève et roi de Chypre ; épouse Annabelle d'Écosse puis Charlotte de Lusignan[27] ;
4. Marguerite (Pignerol avril 1439 - Bruges 8 mars 1485) ; mariée en 1458 à Jean IV (1413-1464), marquis de Montferrat, puis en 1466 à Pierre II de Luxembourg (1435-1482), comte de Saint-Pol, fils du connétable Louis ci-dessous et de la 1re femme de ce dernier, Jeanne de Bar ; d'où la succession des Luxembourg-St-Pol, dont Marie de Luxembourg ci-dessous, avec des alliances Bourbon-Vendôme (Henri IV en descend) et Orléans-Longueville[28] ;
5. Janus (Genève 8 novembre 1440 - Annecy 22 décembre 1491), comte de Genève[29] ;
6. Charlotte (Chambéry 16 novembre 1441 - Amboise 1er décembre 1483) ; mariée en 1451 à Louis XI (1423-1483) ; mère de Charles VIII et d'Anne de Beaujeu[30] ;
7. Aymon ou Aimon (Genève 2 novembre 1442 - Genève 30 mars 1443)[31] ;
8. Philippe II dit sans Terre (Thonon 29 novembre 1443 - Lémenc 7 novembre 1497), fait comte de Baugé puis héritier du titre de duc de Savoie, prince de Piémont, comte d'Aoste et de Maurienne ; d'où la suite des ducs de Savoie ; et Louise mère de François Ier et arrière-grand-mère d'Henri IV[32] ;
9. Jacques (Genève 29 novembre 1444 - Genève 20 juin 1445), inhumé en l'abbaye d'Hautecombe[26] (non indiqué par Guichenon) ;
10. Agnès (1445-1508) ; épouse François d'Orléans-Longueville, fils de Jean de Dunois dit le bâtard d'Orléans : d'où les ducs de Longueville, par ailleurs descendants d'Amédée IX ci-dessus[33] ;
11. Pierre (Genève vers 2 février 1446 - Turin août 1458), abbé de Saint-André-de-Vercel, puis fait évêque de Genève, puis archevêque de Tarentaise[34] ;
12. Jean-Louis (Genève 26 février 1447 - Turin 11 juin 1482), administrateur de l'évêché de Genève et administrateur de Tarentaise[35] ;
13. Marie (Pignerol 20 mars 1448 - 13 septembre 1475) ; mariée en 1466 au connétable Louis de Luxembourg (1418-1475), comte de Saint-Pol et de Ligny[36], comme sa 2e épouse (non indiquée par Guichenon, mais indiquée tout en n'étant point nommée Marie dans la chronique de Symphorien Champier (1516)[37][réf. à confirmer] ;
14. Bonne (Avilliana 12 août 1449 - Fossano 17 novembre 1503) ; mariée en 1468 à Galéas Marie Sforza (1444-1476), duc de Milan[38],[39] ;
15. Jacques (Genève 12 novembre 1450 - Ham 30 janvier 1486), comte de Romont, seigneur de Vaud. Il fut le 1er époux de sa nièce Marie de Luxembourg-St-Pol[40] ;
16. Anne (Genève septembre 1452 - Genève 1er octobre 1452)[41]. Son corps est inhumé dans une chapelle de l'ancienne l'église Saint-François de Genève[21] ;
17. François (Annecy 19 août 1454 - Turin 3 octobre 1490), archevêque d'Auch et administrateur de l'évêché de Genève[35] ;
18. Jeanne née vers 1456, décédée sans alliance[42].

Aucun enfant illégitime connu.